# Kaliopi
 Der er for få eller ingen kildehenvisninger i denne artikel, hvilket er et problem. Du kan hjælpe ved at angive troværdige kilder til de påstande, som fremføres i artiklen.

Kaliopi Bukle (makedonsk: Калиопи Букле, født 28. december 1966 i Ohrid) er en makedonsk sanger, som synger pop, traditionel musik og soft rock.

## Eurovision
Kaliopi har repræsenteret Makedonien i Eurovision Song Contest tre gange, i henholdsvist 1996, 2012 og 2016.
Som den første deltager for Makedonien, deltog Kaliopi med sangen "Samo Ti" (dansk: "Kun dig") i Eurovision Song Contest 1996. Sangen kvalificerede sig ikke fra forudvælgelsen, og endte samlet på en 26. plads i konkurrencen. Hun deltog igen i Eurovision Song Contest 2012, hvor hun repræsenterede Makedonien med sangen "Crno I Belo" (dansk: "Sort og hvid"). Her kvalificerede hun sig til finalen, og opnåede en 13. plads i finalen og dermed Makedoniens næstbedste placering hidtil. Hun repræsentede for tredje gang Makedonien i konkurrencen i 2016 med sangen "Dona". Her opnåede hun en 11. plads i semifinalen, og fik dermed akkurat ikke nok stemmer til at kvalificere sig til finalen.

## Diskografi
Studiealbum
med Group Kaliopi
- 1986: "Kaliopi"
- 1987: "Rodjeni"

Solo
- 2000: "Oboi Me"
- 2001: "Ako Denot Mi E Nokj"
- 2004: "Ne Mi Go Zemaj Vremeto"
- 2008: "Zelim Ti Reci"
- 2010: "Poraka" and "Poruka"
- 2013: "Melem"

med Edin Karamazov
- 2009: "Oblivion"

Live-album
- 2002: "Najmila – Live and Unreleased"
- 2006: "Kaliopi Live" (DVD Album)

Instrumentalalbum
- 2005: "Me, Isadora"

Opsamlingsalbum
- 2007: "The Best Of"